# Lepoglava
Lepoglava (németül: Schönhaupt) város Horvátországban, Varasd megyében.

## Nevének eredete
Bár jelen alakban a város nevet szép fej-et jelentene (lepi=szép, glava=fej), több szakértő elveti ezt a lehetőséget, s úgy gondolja, hogy a Lupoglav-ból származik, amely egy latin-horvát szóösszetétel (lupus=farkas, glava=fej, következésképpen farkasfej). Ennek történelmi alapját mások azért zárják ki, mert a köznép nem beszélhetett latinul. Akik a szép melléknév mellett állnak, úgy vélik, hogy a jelölés a pálosok tiszta, fehér ruhájára és rendezett szakállára utalhat.

## Fekvése
Varasdtól 32 km-re délnyugatra az Ivaneci-hegység északi részén, a Bednja-folyó jobb partján fekszik. Közigazgatásilag még 15 település Bednjica, Crkovec, Donja Višnjica, Gornja Višnjica, Jazbina Višnjička, Kamenica, Kamenički Vrhovec, Kameničko Podgorje, Muričevec, Očura, Viletinec, Vulišinec, Zalužje, Zlogonje és Žarovnica.tartozik hozzá.

## Története
Lepoglava egykori vára, melyet a Bednja-folyó völgye fölé emelkedő 320 m magas Gorica-hegyen építettek fel a zagorai ispánsághoz tartozott. A vár stratégiailag fontos helyen épült és a folyó völgyében haladó kereskedelmi utat őrizte. A mai Szent János kápolna közelében állt. Róla kapta a nevét a település is. A név szláv eredetű, szó szerint lefordítva szép fejet jelent. 1399-ben Cillei Hermann kapta meg, aki 1400 körül leronttatta és uradalmát az itt alapított pálos kolostornak adta. Néhány történész azonban a vár későbbi, török általi pusztulását feltételezi, mivel az még 1435-ben is megtalálható oklevélben. Pálos kolostorát magyar pálosok alapították a 15. század elején és hamarosan a horvátországi pálosok központja lett.
A Nagyboldogasszony tiszteletére szentelt plébániatemplomot 1415 körül építették fel. A kolostor és temploma a neki adományozott javakból gyorsan gazdagodott. Legfőbb patrónusa továbbra is a Cillei család volt. Cillei Frigyes a szőlők utáni hegyvámot engedte el a pálosoknak, Cillei Ulrik pedig amellett hogy megerősítette korábbi birtokaiban újabb birtokadománnyal is gazdagította. 1457-ben Ulrik gróf nándorfehérvári meggyilkolásával kihalt a Cillei család. 1458-ban Hunyadi Mátyás felmentette a kolostort és a hozzá tartozó birtokokat az adózás elől, 1466-ban pedig a rend itteni elöljárója pallosjogot kapott. A szépen fejlődő kolostort 1481-ben felégette a török, ekkor pusztult el értékes könyvtára és levéltára is. A kolostort pálosok György perjel vezetésével még abban az évben újjáépítették. A település ekkor királyi birtok. Hunyadi Mátyás, majd halála után fia Corvin János herceg a régi templom helyett új, nagyobb, fényesebb templomot építtetett és a kolostort is megújíttatta. A templom és a kolostor falait erődszerűen vaskos falakkal építették meg, hogy a lakosságnak veszély esetén menedéket nyújtson. A templomot és monostort egyben hatalmas vízárokkal és őrtornyokkal vétette körül. Ezt a templomot választotta nyughelyéül is, majd fiát Corvin Kristófot is ide temették. Corvin János özvegye Frangepán Beatrix itt eltemetett férje és fia lelki üdvéért a pálosokat újabb adományokkal és birtokokkal gazdagította. A város zászlajában a cipót hozó holló a pálosok évszázados jelenlétére utal.
Miután a török 1526-ban elpusztította a pálosok budaszentlőrinci kolostorát, a hadiállapot 1570-ben arra kényszerítette a Szerzetesrend vezetését, hogy magyarországi tartománya székhelyét Lepoglavára költöztesse át. Nem sokkal később pedig a rend többi magyarországi kolostorának kincseit is ide hozatta. Még 1503-ban alapították meg itt a pálos szemináriumot, mely 1582-ben gimnáziummá alakult át. 1658-ban a rend filozófiai, 1684-ben pedig teológiai akadémiája is itt nyílt meg. Növendékei között, nemcsak horvátok, hanem más nemzetiségűek is többen akadtak és egy gazdag könyvtár is rendelkezésükre állt, melyet 1710-ben Kristolovecz János pálos szerzetes alapított. Lepoglava ebben az időben Horvátország első egyetemi központja, egyben a horvát kultúra egyik központja is volt. 1714-ben itt alakult meg a magyarországitól elszakadt önálló horvát pálos rendtartomány.
A pálosok a templomot is újjáépítették, melyet 1637-ben Vinkovich Benedek zágrábi püspök szentelt fel. A templom az adományozók jóvoltából több kápolnával is gazdagodott. 1673-ban Balagovich Judit, 1692-ben Draskovich János és neje, 1702-ben özvegy Rátkai Zsigmondné, 1705-ben Patachich Kelemen építtetett kápolnát a templomhoz. 1676-ban a rend hálája jeléül egyik legnagyobb patrónusának gróf Erdődy Farkasnak a címerét helyeztette el a templom bejárata fölé. 1786-ban II. József feloszlatta a pálos rendet. A kolostort 1854-ben börtönné alakították át, de később visszakapta eredeti funkcióját.
Lepoglava a trianoni békeszerződésig Varasd vármegye Ivaneci járásához tartozott. A templomot a második világháborúban súlyos károk érték. A megújítás 1953-ban ugyan elkezdődött, de a munkát Belgrádból nyíltan akadályozták, végül a megújított templomot csak 1989-ben a szeplőtelen fogantatás ünnepén szentelték fel. 
A város műemlékei mellett ma is börtönéről hírhedt országszerte, mely sokáig a kolostorban, ma pedig a kolostor szomszédságában működik. A kolostort 2001-ben visszaadták a varasdi püspökségnek. 2001-ben a városnak 4084, a községnek összesen 8718 lakosa volt.

## Nevezetességei
- Pálos kolostora és temploma[3] ma is áll. A Nagyboldogasszony és a Szeplőtelen fogantatás titulusú templom szépen felújítva, a kolostor épülete elhanyagolt állapotban. A templom a 15. században épült gótikus stílusban, a 17. században barokk stílusban építették át. Belseje gazdagon díszített, Ivan Ranger falfestményei ékesítik. Barokk főoltára 18. századi, Paulin Koniger munkája. Orgonája nagyon régi és értékes, 1737-ben Ivan Janišek celjei műhelyében újították meg. Ma ez Horvátország legrégibb orgonája. A templom 1786-óta plébániatemplom, 1880-ban földrengés rongálta meg, majd a II. világháborúban újra súlyosan megsérült. Renoválása a kommunista rendszer által állított akadályok miatt több mint 30 évig tartott, a hívek csak 1990-ben vehették teljesen birtokukba.
- A plébánia barokk épülete
- A Goricán álló Keresztelő Szent János kápolna[4] 18. századi barokk. Elődje egy 17. századi Szent Anna-kápolna volt, melyet 1727-ben barokk stílusban építettek át és Szent János tiszteletére szentelték fel. Ivan Ranger falfestményei díszítik. A kápolna közelében állt egykor Lepoglava ősi vára, mely feltehetően a 15. században pusztult el. Mára nyoma sem maradt.
- A Purgán álló Szent György kápolna 18. századi barokk.[5] 1749-ben épült, belsejét Ivan Ranger festette ki.
- A városban minden év szeptemberében rendezik meg a csipkefesztivált. A lepoglavai csipke[6] néhány évszázaddal ezelőtt a pálos szerzetesek révén került erre a vidékekre. Fénykorát a 19. század végén és a 20. sz. derekán élte, amikor a csipkekészítés ösztönzésére csipkekészítő tanfolyamokat, műhelyeket és iskolát indítottak. A csipkekészítés tudománya állandó kiegészítő jövedelemnek számított, lévén a csipkét kiállításokon, vásárokon, Zágrábban, vagy Nyugat-Európa szerte értékesítették. A lepoglavai csipkét számos díjjal jutalmazták a nemzetközi kiállításokon. Párizsban 1937-ben arany- míg Berlinben 1939-ben bronzérmet nyert.
- Börtönében raboskodott egykor Josip Broz Tito, Alojzije Stepinac bíboros, zágrábi érsek, Franjo Tuđman horvát elnök és Strasznof Ignác, a magyar szélhámos is.

## Híres emberek
- 1504-ben ide a pálos kolostor templomába temették el Mátyás király fiát, Corvin János herceget, horvát bánt, illetve 1505-ben az ő fiát Corvin Kristófot is. Corvin János sírköve a templomban közvetlenül a szentély, a főoltár előtt található; a sírkő sima márványlap a padlózatban, két évszámmal: az 1504-es temetés és az 1899-es  exhumálás dátumával. Az eredeti sírkövet, a Corvin Jánost vitézi öltözékben ábrázoló, az idők során agyonkoptatott domborművet az 1824. évi exhumáláskor Esterházy János zágrábi kanonok a szentély falába illesztette.
- Itt hunyt el 1753. január 27-én Johannes Baptista Ranger (Ivan Krstitelj Ranger) tiroli származású horvát pálos szerzetes, festőművész, számos horvátországi barokk templom kifestője.
- Itt született 1845-ben Tauffer Emil börtönügyi szakíró.
- Itt született 1879. november 8-án Milan Šufflay történész, politikus, albanológus.

## Képgaléria

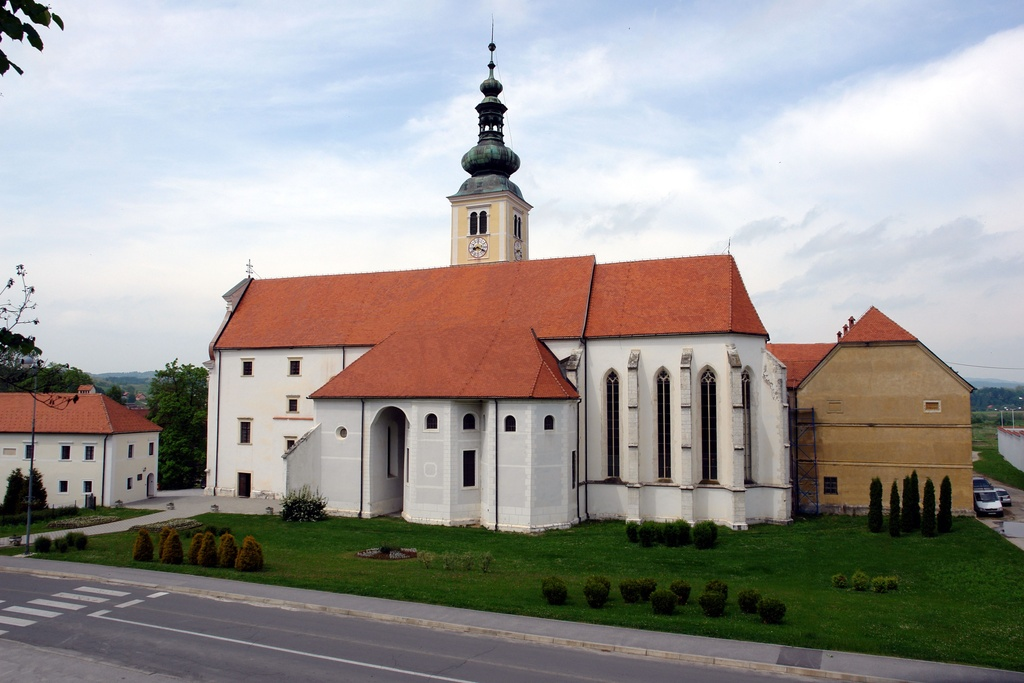
A pálosok középkori temploma
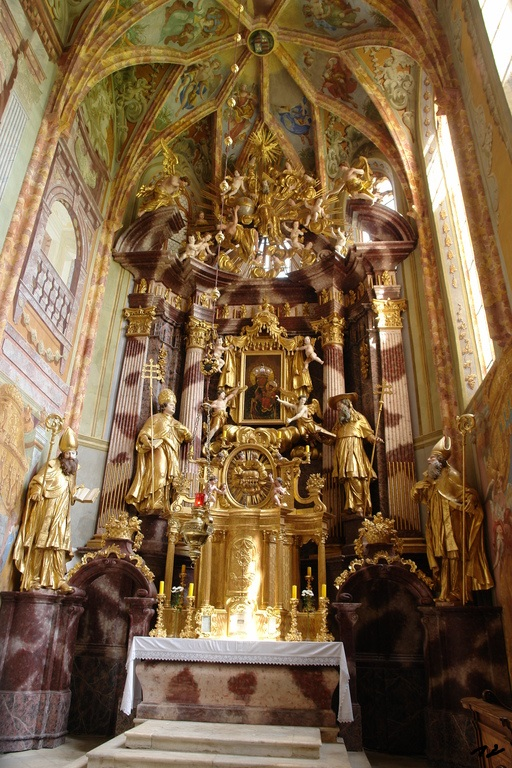
A pálos templom szentélye
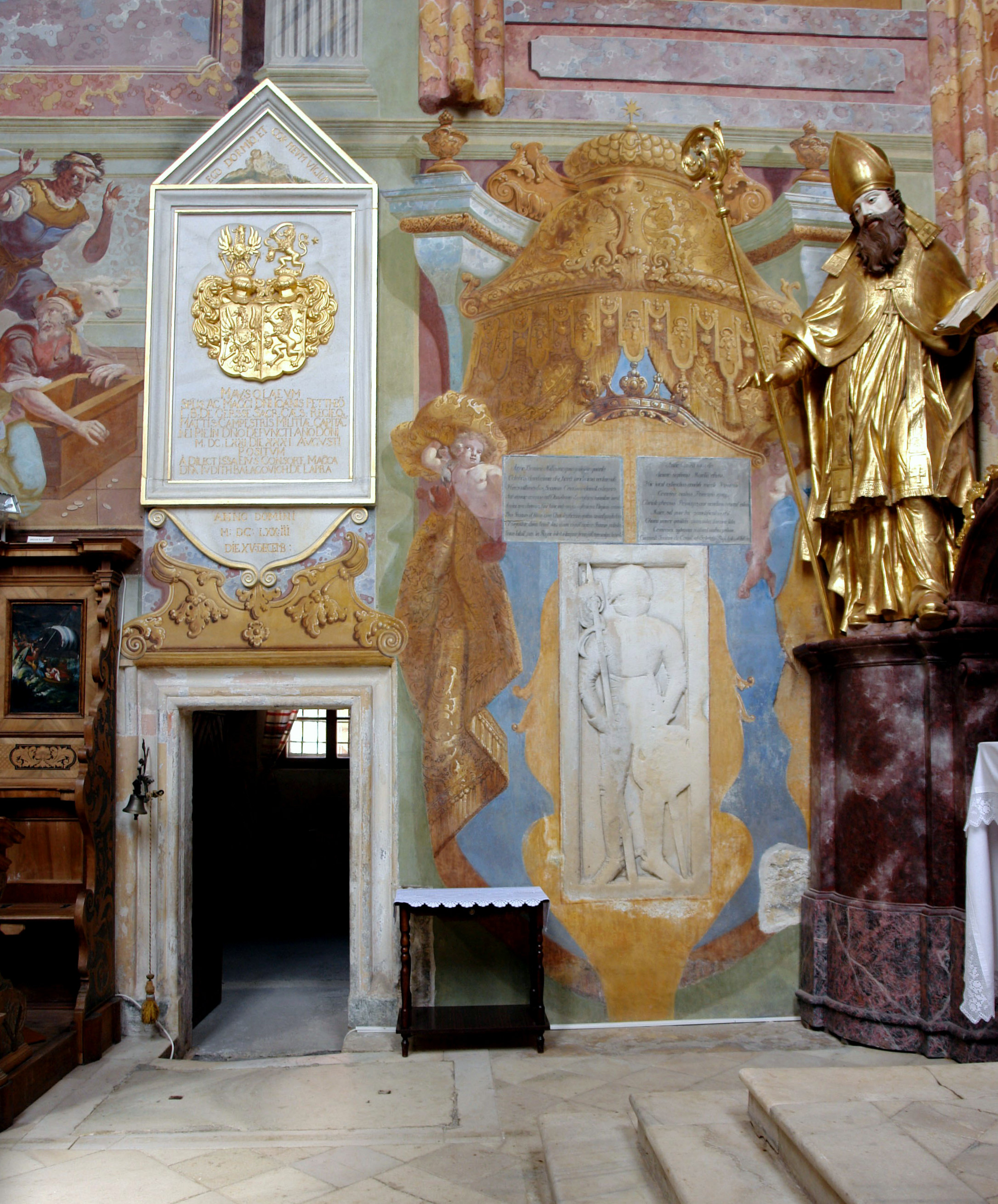
Corvin János másodlagosan elhelyezett sírköve a templom szentélyében
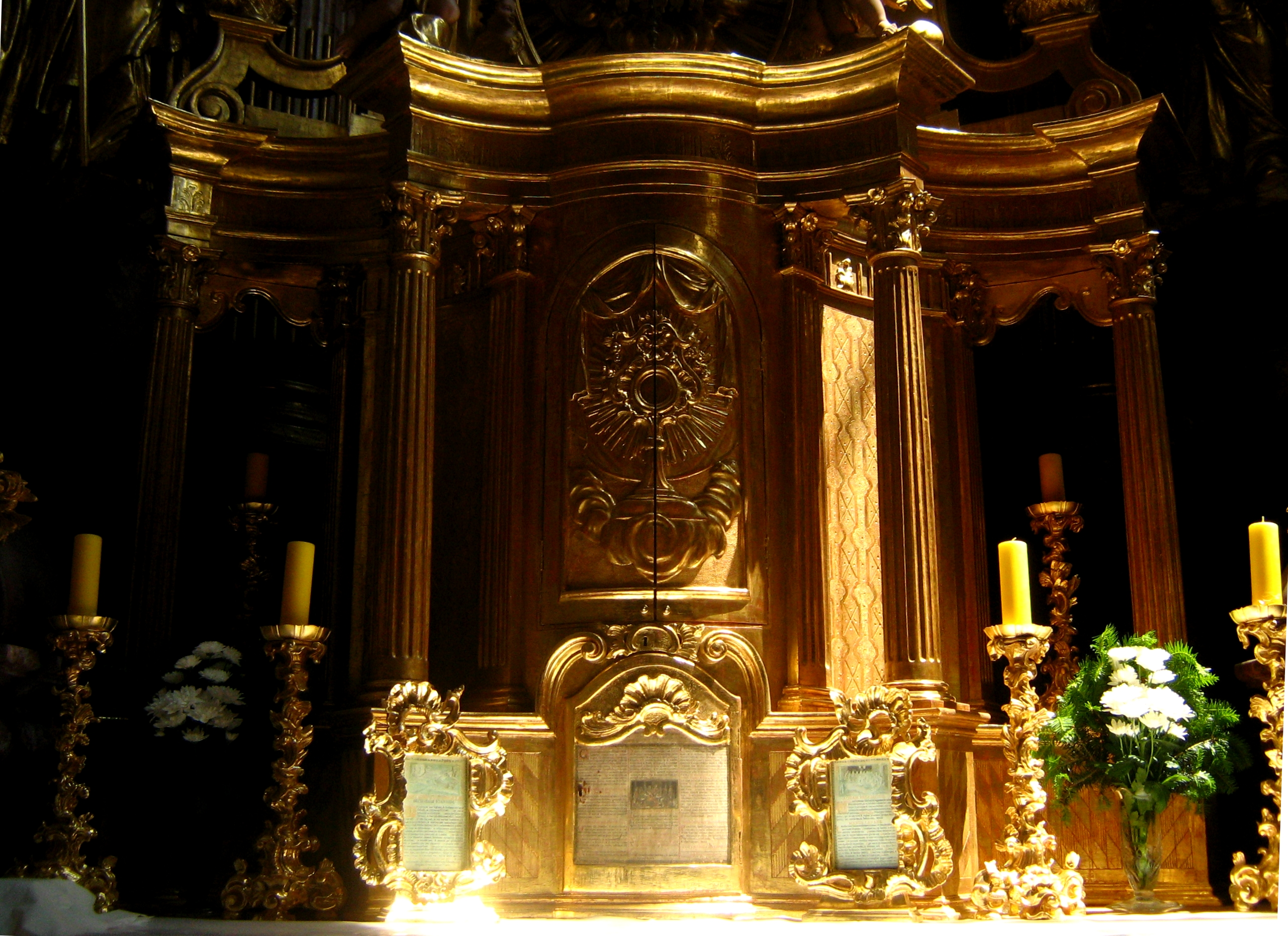
A templom tabernákuluma
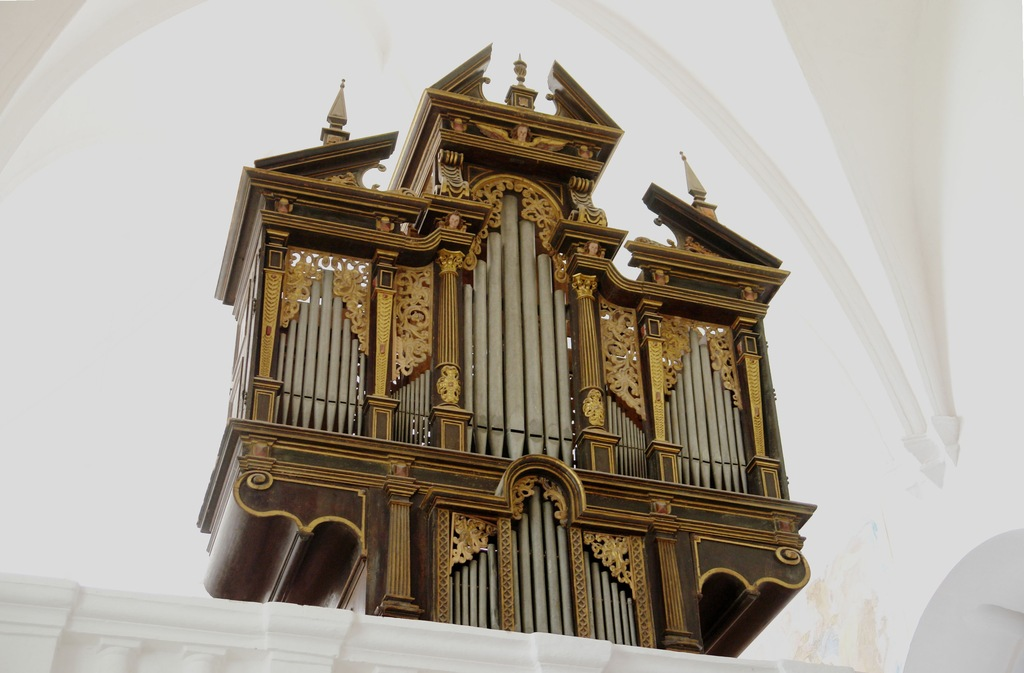
Horvátország legöregebb orgonája
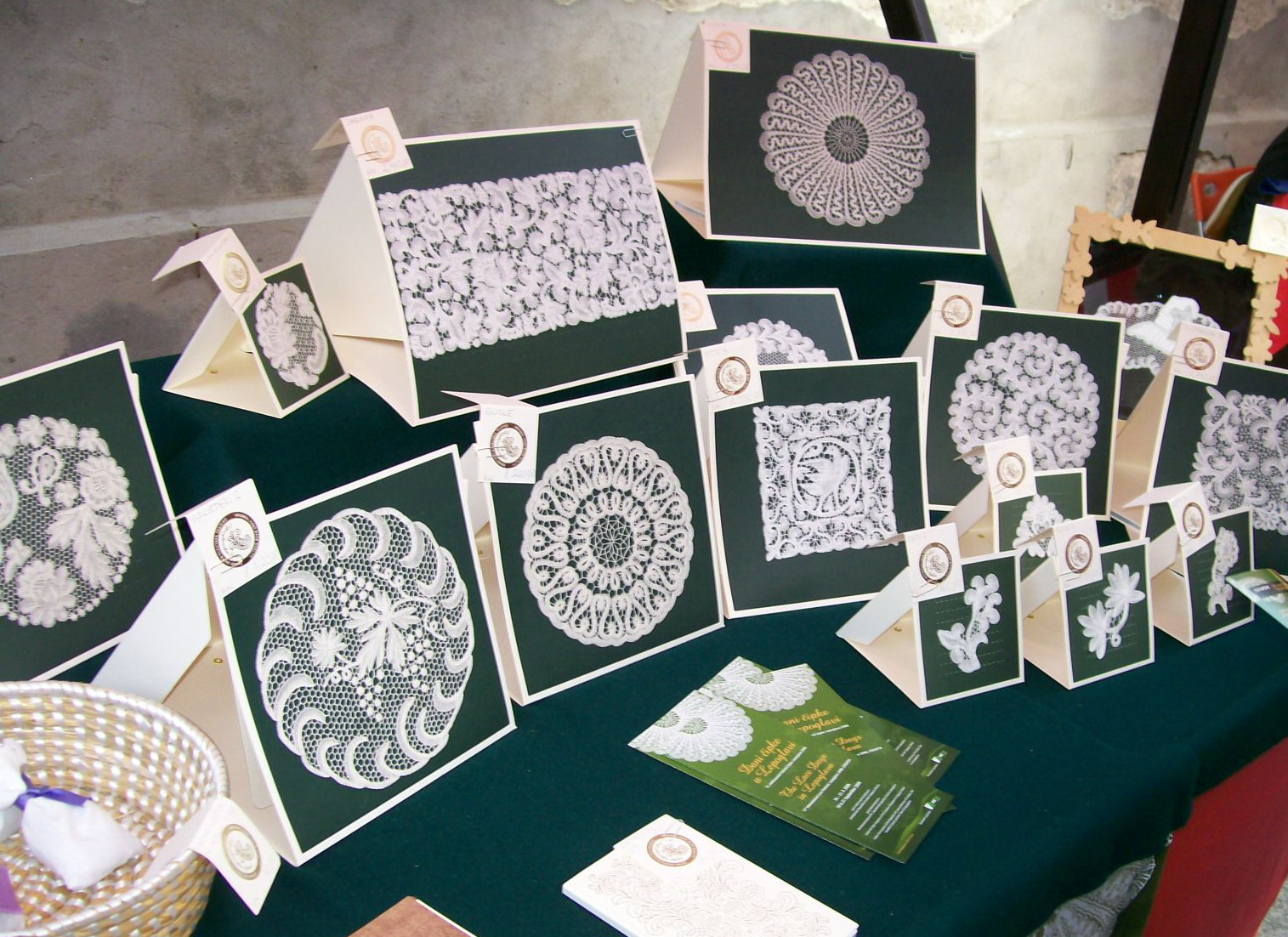
A híres lepoglavai csipke
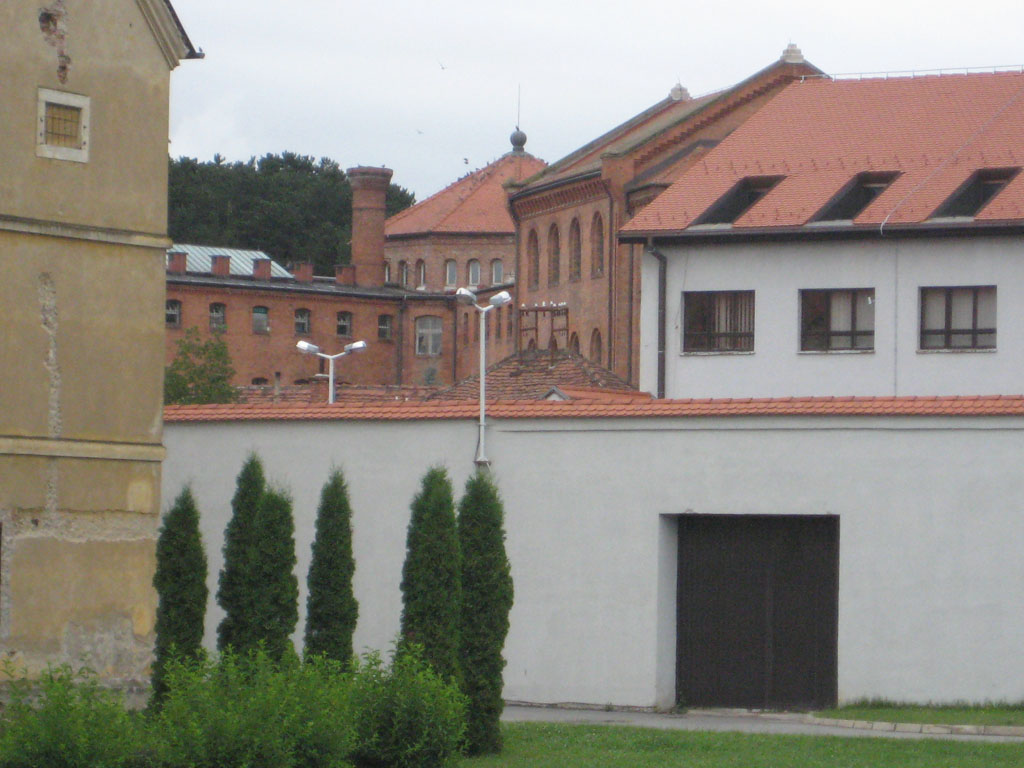
A börtön épületei
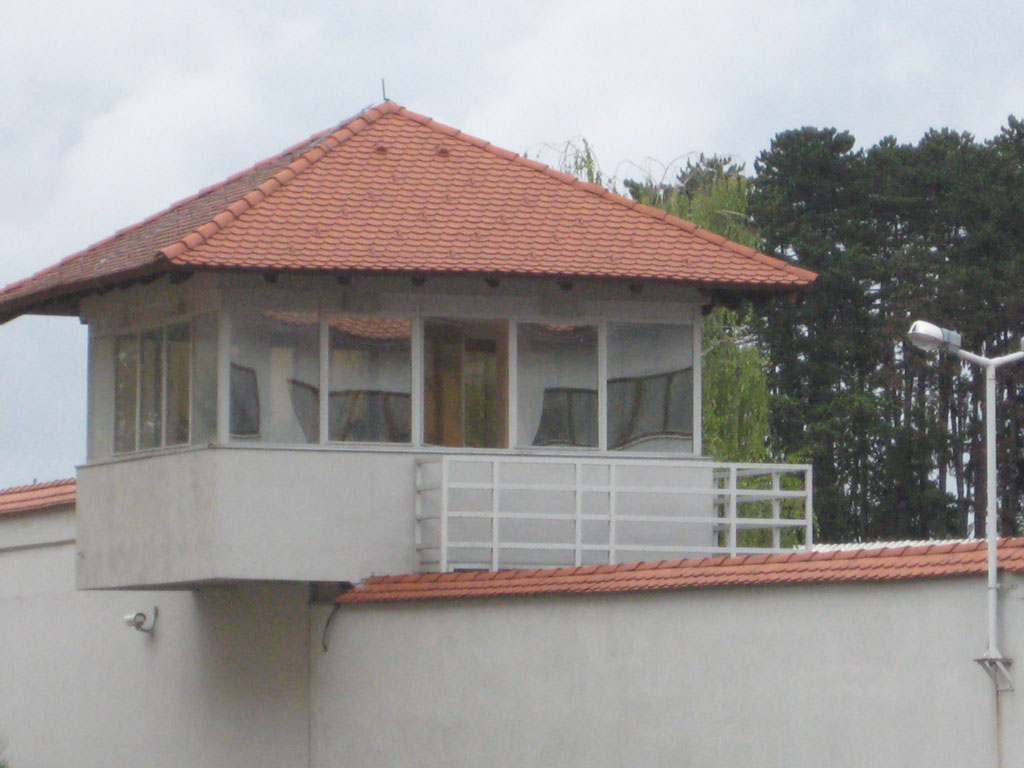
A börtön őrtornya